# 316 Goberta
316 Goberta là một tiểu hành tinh ở vành đai chính, nó thuộc nhóm tiểu hành tinh Themis.. Nó được Auguste Charlois phát hiện ngày 8.9.1891 ở Nice, Pháp. Không biết rõ nguồn gốc tên của nó.